# チョン・グァンリョル
チョン・グァンリョル（전광렬、田光烈, 1960年2月11日 - ）は、韓国の俳優である。

## 経歴
秋渓芸術大学卒業。慶熙大学名誉韓医学博士。
1980年、TBCのタレント公募（同年に言論統廃合によりKBSに吸収）に合格して俳優の道に入るが、しばらく売れない時代を過ごす。1999年の『青春の罠』でおおらかな人間味あふれる財閥2世を演じて注目を浴びた後、同年、韓国ドラマ史上最高の視聴率を記録した時代劇『ホジュン 宮廷医官への道』の主役に抜擢され、一挙に有名になった遅咲きの俳優である。
趣味はテコンドー。

## 出演作品

### テレビドラマ
- 智異山（1987年、KBS）
- 暴風の季節（1993年、MBC）
- 野望（1994年、MBC）
- 男は寂しい（1994年、KBS）
- 総合病院（1994年-1996年、MBC） - ペク・ヒョニル役
- 熱い河（1994年、MBC）
- 巨人の手（1994年、MBC） - ソン・ユル役
- 仮面の中の天使（1995年、KBS） - イ・ヒョンウ役
- 絆（1996年、MBC） - ギョンハ役
- 未忘（1996年、MBC）
- モデル（1997年、SBS）
- 愛しか分からない（1998年、MBC）
- 真実のために（1998年、MBC） - オ・ジュンソン役
- 青春の罠（1999年、SBS） - ノ・ヨングク役
- バラと豆モヤシ（1999年、MBC） - チェ・ジョンテ役
- ホジュン 宮廷医官への道（1999年-2000年、MBC） - ホ・ジュン役
- 俺たち三人組（2000年-2001年、MBC）
- イヴのすべて（2000年、MBC）
- 張禧嬪［チャン・ヒビン］（2002年-2003年、KBS） - 粛宗役
- 英雄時代（2004年-2005年、SBS） - グク・テホ役
- 恋するレシピ（2005年、MBC） - カン・セハン役
- 愛・共感（2005年、SBS） - パク・チヨン役
- 愛賛歌（2005年、MBC） - カン・セハン役
- 朱蒙 -チュモン- Prince of the Legend（2006年-2007年、MBC） - 金蛙役
- 王と私（2007年-2008年、SBS） - チョ・チギョム役
- 総合病院2（2008年-2009年、MBC） - ペク・ヒョニル役
- 太陽を飲み込め（2009年、SBS） - チャン・ミノ役
- 製パン王 キム・タック（2010年、KBS） - ク・イルチュン役
- サイン（2011年、SBS） - イ・ミョンハン役
- ペク・ドンス（2011年、SBS） - キム・グァンテク役
- 光と影（2011年、MBC） - チャン・チョルファン役
- 火の女神ジョンイ（2013年、MBC） - イ・ガンチョン役
- 熱愛（2013年、SBS）-カン・ムンド役
- 恋はドロップキック～覆面検事～（2015年、 KBS） - チョ・サンテク役
- 君を憶えてる（2015年、KBS） - イ・ジュンミン役
- リメンバー〜記憶の彼方へ〜（2015年-2016年、SBS） - ソ・ジェヒョク役
- オクニョ 運命の女（2016年、MBC） - パク・テス役
- テバク〜運命の瞬間〜（2016年、SBS） - イ・インジャ役
- あなたはひどいです（2017年、MBC） - パク・ソンファン役
- 魔女の法廷（2017年、KBS） - チョ・ガプス役
- 風と雲と雨（2020年、TV朝鮮） - イ・ハウン／興宣大院君役
- ジンクスの恋人（2022年、KBS） - ソン・サムジュン役

### 映画
- 私にも妻がいたらいいのに（2001年）
- ベサメムーチョ（2001年）
- 2424 キム・レウォンの引越し大作戦（2002年） - パク・テホ役

## 受賞歴
- 2000年 MBC演技大賞 大賞（ホジュン 宮廷医官への道）
- 2006年 MBC演技大賞 男優最優秀賞（朱蒙）
- 2007年 SBS演技大賞 最優秀賞、10大スター賞（王と私）
- 2011年 SBS演技大賞 SBS特別企画部門優秀演技賞